# Strukturgen
Strukturgen ist die generelle Bezeichnung für Gene, deren Genprodukte (Proteine oder RNA) keine regulatorischen Aufgaben bei der Genexpression haben. Sie kodieren stattdessen für Strukturproteine und Enzyme. Im Gegensatz zu Strukturgenen codieren Regulatorgene für Transkriptionsfaktoren und Repressoren. Zu den strukturellen Genprodukten gehören Enzyme und Strukturproteine. Ebenfalls von Strukturgenen codiert werden nichtkodierende RNAs, wie rRNAs und tRNAs (jedoch nicht die regulatorischen miRNAs und siRNAs).

## Platzierung im Genom
In Prokaryoten liegen Strukturgene mit verwandter Funktion normalerweise auf einem einzigen DNA-Strang nebeneinander und bilden ein Operon. Dies ermöglicht eine einfachere Regulierung der Genexpression, da ein einziger Regulierungsfaktor die Transkription aller verbundenen Gene beeinflussen kann. Dies wird am besten durch das gut untersuchte lac-Operon veranschaulicht, bei dem drei Strukturgene (lacZ, lacY und lacA) alle durch einen einzigen Promotor und einen einzigen Operator reguliert werden.
Bei Eukaryoten sind die Strukturgene nicht sequentiell angeordnet. Jedes Gen besteht stattdessen aus kodierenden Exons und eingestreuten nicht-kodierenden Introns. Regulatorische Sequenzen finden sich in der Regel in nichtcodierenden Regionen vor und hinter dem Gen. Die mRNAs der Strukturgene müssen vor der Übersetzung gespleißt werden, um Intron-Sequenzen zu entfernen. Dies wiederum führt zu dem eukaryotischen Phänomen des alternativen Spleißens, bei dem eine einzige mRNA aus einem einzigen Strukturgen mehrere verschiedene Proteine produzieren kann, je nachdem, welche Exons enthalten sind. Trotz der Komplexität dieses Prozesses wird geschätzt, dass 92–94 % der menschlichen Gene in irgendeiner Weise gespleißt werden. Außerdem treten in verschiedenen Gewebetypen unterschiedliche Spleißmuster auf.

## Rolle in menschlichen Erkrankungen
Die Identifizierung der genetischen Grundlage des Erregers einer Krankheit kann ein wichtiger Bestandteil für das Verständnis ihrer Auswirkungen und Verbreitung sein. Ort und Inhalt von Strukturgenen können die Entwicklung der Virulenz aufklären und die für die Behandlung notwendigen Informationen liefern. Ebenso hilft das Verständnis der spezifischen Veränderungen in den strukturellen Gensequenzen, die einer Zunahme oder einem Verlust der Virulenz zugrunde liegen, dabei, den Mechanismus zu verstehen, durch den Krankheiten ihre Wirte beeinflussen.
So wurde beispielsweise festgestellt, dass Yersinia pestis (die Beulenpest) mehrere virulenz- und entzündungsbezogene Strukturgene auf Plasmiden (DNA-Moleküle in Bakterien oder Archaeen) trägt. Es wurde festgestellt, dass das für Tetanus verantwortliche Strukturgen ebenfalls auf einem Plasmid getragen wird. Diphtherie wird durch ein Bakterium verursacht, aber erst nachdem dieses Bakterium von einem Bakteriophagen infiziert worden ist, der die Strukturgene für das Toxin trägt.
Beim Herpes-simplex-Virus wurde die für die Virulenz verantwortliche strukturelle Gensequenz an zwei Stellen im Genom gefunden, obwohl nur eine Stelle tatsächlich das virale Genprodukt produziert. Es wird vermutet, dass dies ein potenzieller Mechanismus ist, mit dem Stämme ihre Virulenz wiedererlangen können, wenn sie sie durch Mutation verloren haben.